# Manzanares (Kolumbia)
Manzanares – miasto w Kolumbii, w departamencie Caldas.